# 쇠르트뢰넬라그주

쇠르트뢰넬라그주의 위치

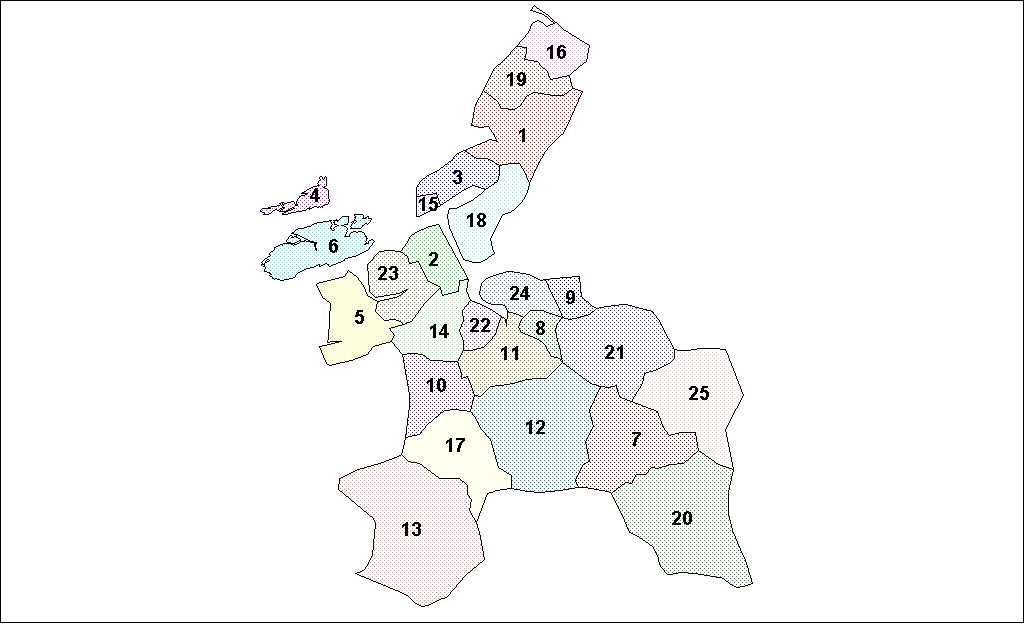
쇠르트뢰넬라그주의 지방 자치체

쇠르트뢰넬라그주(노르웨이어: Sør-Trøndelag fylke)는 노르웨이 서부에 위치했던 폐지된 주이다. 주도는 트론헤임이며 면적은 18,848km2, 인구는 351,805명(2012년 기준), 인구 밀도는 5명/km2이다. 북쪽으로는 노르트뢰넬라그주, 서쪽으로는 노르웨이해와 뫼레오그롬스달주, 남서쪽으로는 오플란주, 남쪽으로는 헤드마르크주와 접하며 동쪽으로는 스웨덴과 국경을 접한다. 25개 지방 자치체를 관할했다.
2018년 1월 1일부로 노르트뢰넬라그주와 통폐합되어 트뢰넬라그주가 신설되면서 폐지되었다.

쇠르트뢰넬라그주의 문장

## 인구
| 연도                               | 인구    | ±%     |
| ---------------------------------- | ------- | ------ |
| 1951                               | 197,687 | —      |
| 1961                               | 211,819 | +7.1%  |
| 1971                               | 234,022 | +10.5% |
| 1981                               | 244,760 | +4.6%  |
| 1991                               | 251,076 | +2.6%  |
| 2001                               | 264,865 | +5.5%  |
| 2011                               | 294,066 | +11.0% |
| Source: SSB.no, Statistics Norway. |         |        |